# フランクリン・アベニュー-フルトン・ストリート駅
フランクリン・アベニュー-フルトン・ストリート駅 (フランクリン・アベニュー-フルトン・ストリートえき、英語: Franklin Avenue–Fulton Street) はニューヨーク市地下鉄BMTフランクリン・アベニュー線とINDフルトン・ストリート線の乗換駅である。ブルックリン区ベッドフォード＝スタイベサントのフルトン・ストリートとフランクリン・アベニューの交差点に位置し、以下の系統が停車する。
- フランクリン・アベニュー・シャトル：終日停車
- A系統：深夜のみ停車
- C系統：深夜を除く終日停車

## 駅構造
| 2F | 単式ホーム、左側の扉が開く。   | 単式ホーム、左側の扉が開く。 |
| 2F | 南行                           | ← プロスペクト・パーク駅行き（パーク・プレイス駅） →（廃止駅：ディーン・ストリート駅）                                                               |
| 1F | 陸橋                           | フランクリン・アベニュー線ホーム - フルトン・ストリート線北行ホーム間連絡                                                                            |
| G  | 地上階                         | 出入口 （フランクリン・アベニュー-フルトン・ストリート交差点の南西角にエレベーターあり）                                                             |
| B  | 北行ホーム                     | 改札口 |
| B  | 相対式ホーム、右側の扉が開く。 | |
| B  | 北行緩行線                     | ← 深夜帯：インウッド-207丁目駅行き（クリントン-ワシントン・アベニュース駅） ← 168丁目駅行き（クリントン-ワシントン・アベニュース駅）                 |
| B  | 北行急行線                     | ← 深夜帯以外：通過 |
| B  | 南行急行線                     | → 深夜帯以外：通過 → |
| B  | 南行緩行線                     | → 深夜帯：ファー・ロッカウェイ-モット・アベニュー駅行き（ノストランド・アベニュー駅）→ ユークリッド・アベニュー駅行き（ノストランド・アベニュー駅）→ |
| B  | 相対式ホーム、右側の扉が開く。 | |
| B  | 南行ホーム                     | 改札口 |

## BMTフランクリン・アベニュー線
BMTフランクリン・アベニュー線のフランクリン・アベニュー駅 (英語: Franklin Avenue) は単式ホーム1面1線の高架駅で、同線の北側の終点駅である。フルトン・ストリートに近いことからフランクリン・アベニュー-フルトン・ストリート駅 (英語: Franklin Avenue–Fulton Street) とも呼ばれる。

### 歴史
駅は1896年8月15日に開業し、隣接していたフルトン・ストリート高架線のフランクリン・アベニュー駅と接続していた。この駅は1878年8月18日にブルックリン・フラットブッシュ・アンド・コニー・アイランド鉄道がほぼ同地点に開業させていたベッドフォード・ターミナル駅を高架化する形での開業となった。コニー・アイランド鉄道時代の駅は地上にあり、2面2線の中間駅であった。また、非電化で蒸気機関車が入線しておりBMTブライトン線への乗り入れも行われていた。駅はこの他フランクリン・アベニュー線路面電車とも接続していた。
1920年、フルトン・ストリート線の列車がフラットブッシュ・アベニューの新しいトンネルを経由するようになり同線とフランクリン・アベニュー線の接続が廃止。1924年に駅は2面2線の中間駅から1面1線の終点駅へと改築された。ただし、線路は撤去されていたが使用されなくなったホームは覆いが掛けられただけで撤去はされていなかった。また、駅のホームが元々編成全体で250フィート（76メートル）以内となるBU車と呼ばれる車両に対応する長さで作られておりニューヨーク市地下鉄のABスタンダード車と呼ばれる402フィート（123メートル）以内となる編成の入線に対応できていなかったためホームを南側へ延長した。
当駅の隣の駅は東側がフルトン・ストリート線乗り入れ列車のノストランド・アベニュー駅とブライトン線乗り入れ列車のディーン・ストリート駅（廃止）で、西側がフルトン・ストリート高架線グランド・アベニュー駅（廃止）であった。1940年6月1日にBMTの営業がニューヨーク市に引き継がれるとBMTフルトン・ストリート高架線は一部区間を除き廃止、北側を走行しているINDフルトン・ストリート線が代替路線として機能するようになり、フランクリン・アベニュー線はBMTフルトン・ストリート高架線沿いからINDフルトン・ストリート線への連絡を担うようになった。
1985年には平日の利用客数が210名となり、ニューヨーク市地下鉄内で使用頻度が非常に低い駅の1つとなった。

### 再建

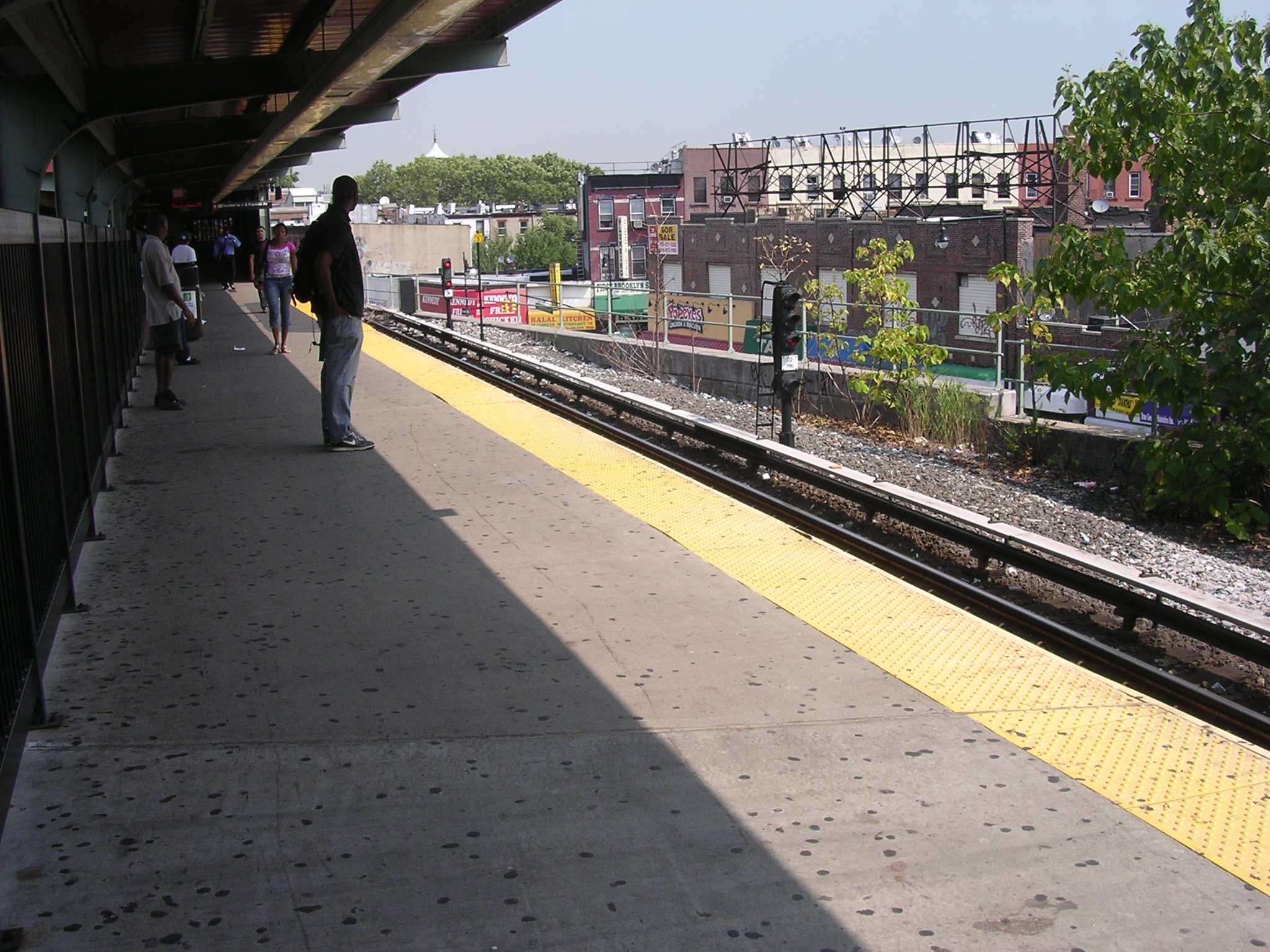
ホームで電車を待つ乗客

駅は1998年から1999年までの間に完全な再建が行われ、1面1線の駅として新たに開業した。この際に1924年の1面1線への変更時に残っていたホームも撤去された。新しいホームは長さがわずか180フィート（55メートル）となり、1両辺り75フィート（23メートル）の車両の2両編成もしくは1両辺り60フィート（18メートル）の車両の3両編成の入線しかできなくなった。線路はホーム北端の車止めで終わる。
駅の入口上には1999年にエリック・プライヤーにより制作された『Life and Continued Growth』というステンドグラスでできたアートワークがある。

### 出口
ホーム北端に駅舎があり、フルトン・ストリートとフランクリン・アベニューの交差点南西への出口とフルトン・ストリート線両ホームへの連絡通路がある。ホームからは階段と上り専用エスカレーターが地上階の改札口へ連絡しており、1つの階段がフルトン・ストリート線南行ホームへ接続している。地上階には1つの回転式改札機があり、きっぷ売り場を抜けると通りへと出ることができる。
また、ホームからはフルトン・ストリート上のガラス張りの陸橋へ繋がる短い階段がある。橋の反対側ではフルトン・ストリート線北行ホームへ階段1つとエレベーター1機が接続している。ホーム上にあるもう1機のエレベーターはホーム、陸橋、改札口、フルトン・ストリート線南行ホームに接続している。これら2機のエレベーターが駅全体へ接続しているため当駅はADAに準拠している。

## INDフルトン・ストリート線
INDフルトン・ストリート線のフランクリン・アベニュー駅 (英語: Franklin Avenue) は1936年4月9日に開業した相対式ホーム2面4線の地下駅で、中央の急行線は深夜帯を除く終日A系統が通過している。
南北両ホーム壁面には黒地に白で"FRANKLIN"と書かれた小さな改札口の方向を示す看板があり、緑地に白で"FRANKLIN AVE."と書かれた駅名標がある。また、ホーム西端にはかつて改札口があり、フルトン・ストリートとクラッソン・カベニューの交差点付近へと出ていた。この出入口は1980年代に閉鎖された。
メトロカードの導入に先立ち、南行ホーム上に改札口が設けられフランクリン・アベニュー線ホームへの連絡のための紙が配られていた。メトロカードの導入後はバス運賃箱に似た機械からメトロカードを利用しての改札外連絡を可能にする紙が発行されていた。このシステムの稼働は良好であり改札内での連絡通路が建設されるまで使用されていた。

### 出口
改札口はホーム東端にあり、北行ホーム側は無人でフルトン・ストリートとフランクリン・アベニューの交差点北東へと繋がる階段と回転式改札機がある。改札内にある1つの階段と1機のエレベーターがフルトン・ストリート上にあるガラス張りの陸橋に接続しており、この陸橋を経由することで改札内でフランクリン・アベニュー線ホームへと連絡することができる。南行ホーム側からは駅舎に階段で一度上がることでフランクリン・アベニュー線ホームへ改札内で連絡することができる。また、南行ホーム上にある1機のエレベーターは南行ホーム、駅舎、陸橋、フランクリン・アベニュー線ホームへと接続している。